# Laurepa paraxynticos
Laurepa paraxynticos är en insektsart som beskrevs av Otte, D. och Perez-gelabert 2009. Laurepa paraxynticos ingår i släktet Laurepa och familjen syrsor. Inga underarter finns listade i Catalogue of Life.